# Bijleveld (Westfalen)
Cette page explique l’histoire ou répertorie les différents membres de la famille Bijleveld.
La famille Bijleveld (également : van Eijk Bijleveld et van Eyk Bijleveld) est une vieille famille patricienne des Pays-Bas. La famille appartient à la Nederland's Patriciaat.

## Pour approfondir